# Mamucium
Mamucium, znan tudi kot Mancunium, je nekdanja rimska utrdba v predelu Castlefield v Manchestru v severozahodni Angliji. Kastrum, ki je bil ustanovljen ok. 79 n. št. znotraj rimske province Rimske Britanije je garnizirala kohorta rimskih pomožnih vojakov v bližini dveh glavnih rimskih cest, ki sta potekali skozi to območje. Zunaj utrdbe se je razvilo več obsežnih civilnih naselbin (ali vikusov), v katerih so bile družine vojakov, trgovci in industrija. Območje je zaščiteno kot starodavni spomenik.
Ruševine so ostale nemotene, dokler se Manchester med industrijsko revolucijo v poznem 18. stoletju ni hitro razširil. Večji del utrdbe je bil zravnan, da bi naredili prostor za nove dogodke, kot sta gradnja kanala Rochdale in Velike severne železnice. Lokacija je zdaj del parka mestne dediščine Castlefield, ki vključuje prenovljena skladišča. Del obzidja utrdbe skupaj z vrati, kaščami in drugimi pomožnimi stavbami iz vikusa je rekonstruiran in odprt za javnost.

## Etimologija
Na splošno se domneva, da Mamucium predstavlja latinizacijo izvirnega britskega imena, bodisi iz mamm- ('prsi', v sklicevanju na 'prsim podoben hrib') ali iz mamma ('mati', v sklicevanju lokalni rečni boginji). Oba pomena sta ohranjena v sodobnih keltskih jezikih, mam pomeni 'mati' v valižanščini. Pripona srednjega rodu -ium se uporablja v latinskih imenih krajev, zlasti tistih, ki predstavljajo Common Brittonic -ion (pripona v rodilniku, ki označuje 'kraj ali mesto ~'). Valižansko ime za Manchester je Manceinion. Videti je, da je William Baxter izumil to ime v svojem Glossarium Antiquitatum Britannicarum (1719) kot povratno tvorbo, ki temelji na Mancunium. Historia Brittonum (828-29) navaja Cair Maunguid (trdnjava šotnih dreves) in domneva se, da je to morda pristno valižansko ime za Manchester. V sodobni valižanščini bi to bilo *Caerfawnwydd. Poudariti je treba, da starodavno ime ni znano. Če pa ime iz 9. stoletja pravilno enačimo z Manchester, bi bilo protokeltsko ime *Māniwidion. Rimske oblasti navajajo tako Mancunium kot Mamucium, vendar ni jasno ali je obe obliki pravilni. Morda ne eno ne drugo in morda gre za pisarske napake za *Maniuidium.

## Lokacija
Rimljani so zgradili utrdbo na naravno obrambnem peščenjaku, ki je gledal na bližnji prehod čez reko Medlock. Območje je postalo pomembno križišče vsaj dveh glavnih vojaških cest skozi ta del države. Ena cesta je potekala od vzhoda proti zahodu med legijskima trdnjavama Deva Victrix (Chester) in Eboracum (York), druga pa proti severu do Bremetennakuma (Ribchester). Poleg tega je Mamucium morda spregledal manjšo cesto, ki je potekala severozahodno do Cocciuma (Wigan). Utrdba je bila ena od verige utrdb vzdolž ceste Eboracum do Deva Victrix, z rimsko utrdbo Castleshaw, ki je ležala 26 km na vzhodu in Condate (Northwich) 29 km na zahodu. Žigi na tegulah kažejo, da je Mamucium imel upravne povezave ne samo s Castleshawom, ampak tudi z Ardotalio, najbližjo utrdbo, Slackom in Ebchestrom; vse utrdbe so verjetno dobile tegule iz istega kraja v Grimescar Woodu blizu Huddersfielda.

## Zgodovina

### Prazgodovina
Ni dokazov, da je na tem mestu pred prihodom Rimljanov obstajala prazgodovinska naselbina. Vendar je bila na tem območju zabeležena kamenodobna dejavnost. Odkrita sta bila dva mezolitska kremena in kremenčeva luska ter neolitsko strgalo. In situ je bil najden tudi drobec keramike iz pozne bronaste dobe. Čeprav je bilo območje na ozemlju keltskega plemena Briti, je bilo morda pod nadzorom Setantijcev, podplemena Brigantov, ko so Rimljani prevzeli oblast od starih Britov.

### Rimsko obdobje
Gradnja Mamuciuma se je začela okoli leta 79 n. št.  med pohodi generala Julija Agricole proti Brigantom, potem ko je pogodba propadla.  Izkopavanja kažejo, da je imela utrdba tri glavne faze gradnje: prvo leta 79 našega štetja, drugo okoli leta 160 našega štetja in tretjo leta 200 našega štetja.
Prva faza utrdbe je bila zgrajena iz ruše in lesa. Dimenzije kažejo, da naj bi ga varovala kohorta, približno 500 pehote. Ti vojaki niso bili rimski državljani, ampak tuji pomožni vojaki, ki so se pridružili rimski vojski.   V poznem 1. in zgodnjem 2. stoletju je okrog utrdbe zrasla civilna naselbina (imenovana vicus). Okoli leta 90 našega štetja so obzidje utrdbe utrdili. To je morda zato, ker sta Mamucium in rimska utrdba v Slacku – ki je bila soseda Castleshawa – nadomestila utrdbo v Castleshawu v 120-ih letih. Mamucium je bil porušen nekje okoli leta 140 našega štetja. Čeprav je prvi vicus hitro rasel v zgodnjem 2. stoletju, je bil med letoma 120 in 160 opuščen – kar je v veliki meri sovpadalo z rušenjem utrdbe – preden je bil ponovno naseljen, ko je bila utrdba ponovno zgrajena. 
Druga faza je bila zgrajena okoli leta 160. Čeprav je bila spet sestavljena iz zemlje in lesa, je bila večja od prejšnje utrdbe, saj je merila 2 hektarja za namestitev dodatnih kašč (Horreum).  Okrog leta 200 je bilo gradbeno vhodno poslopje ponovno sezidano iz kamna in obzidje, ki je obdajalo utrdbo, je bilo kamnito obloženo. Koncentracija peči v lopah v delu vicusa, povezanega z utrdbo, je bila opisana kot »industrijska posest«,  ki bi bila prva v Manchestru. Mamucium je bil vključen v Antoninov itinerar, register cest iz 3. stoletja po celotnem rimskem imperiju. To ter napisi in popravila stavb kažejo, da je bil Mamucium v prvi polovici 3. stoletja še v uporabi. Vicus je bil morda opuščen do sredine 3. stoletja; to potrjujejo izkopani ostanki nekaterih stavb, ki so bile porušene in material uporabljen drugje. Dokazi iz kovancev kažejo, da čeprav je civilna naselbina, povezana z utrdbo, do sredine 3. stoletja propadla, je majhna garnizija morda ostala v Mamuciumu v poznem 3. in zgodnjem 4. stoletju.
Mitrov tempelj je verjetno povezan s civilno naselbino v sodobnem Hulmeju. Najden je bil oltar, posvečen Fortuni Conservatrix, »Fortuni Varuhinji«, verjetno iz zgodnjega 3. stoletja. Leta 2008 so v bližini rimske naselbine odkrili oltar iz poznega 1. stoletja. Posvečen je bil dvema manjšima germanskima bogovoma in opisana kot v 'fantastičnem' stanju.  Okrajni arheolog je dejal

To je prvi rimski kamniti napis, ki so ga našli v Manchestru po 150 letih, in beleži šele drugega znanega Rimljana iz Manchestra ... Ohranjenost kamna je izjemna. Na vrhu kamna je plitva posoda, ki so jo uporabljali za daritve vina ali krvi ali morda za zažiganje kadila. — Norman Redhead 
Poleg poganskega čaščenja obstajajo tudi dokazi o zgodnjem krščanskem čaščenju. V 1970-ih je bil odkrit fragment »besednega kvadrata« iz 2. stoletja z anagramom PATER NOSTER.  Akademiki so razpravljali o tem, ali je "beseda kvadrat", ki je vklesana na kos amfore, dejansko krščanski artefakt, če je tako, je eden najzgodnejših primerov krščanstva v Veliki Britaniji. 

### Srednji vek
Po rimskem umiku iz Britanije okoli leta 410 je bilo območje Mamuciuma uporabljeno v kmetijske namene. Včasih so ga identificirali s Cair Maunguidom,  ki je uvrščeno med 28 britanskih mest v Zgodovini Britancev, ki se tradicionalno pripisuje Neniju. 

### 16.–18. stoletja
Potem ko so stoletja ležale zapuščene, so ruševine komentirali antikvarji John Leland v 16. stoletju, William Camden v poznem 16. in zgodnjem 17. stoletju ter William Stukeley in manchesterski zgodovinar John Whitaker v 18. stoletju. 

### Industrijska revolucija
Mamucium je bil zravnan, ko se je Manchester razširil v industrijski revoluciji. Gradnja kanala Rochdale skozi jugozahodni vogal utrdbe v poznem 18. in zgodnjem 19. stoletju ter gradnja viaduktov za Veliko severno železnico čez to lokacijo v poznem 19. stoletju sta poškodovali ostanke in celo uničili nekaj južne polovice utrdbe. Ko so zgradili železniške viadukte, je Charles Roeder dokumentiral ostanke, ki so bili med tem odkriti, vključno z deli vicusa. Mlini so bili povsod okoli mesta. Castlefield je postal jugozahodni vogal središča mesta Manchester. Deansgate, ki se je razvil v glavno prometnico, sledi splošni črti rimske ceste do Ribchesterja. 

### 20. stoletje
Prva arheološka raziskava Mamuciuma je bila leta 1906. Francis Bruton, ki je kasneje delal na rimski utrdbi v Castleshawu, je izkopal zahodno obrambo utrdbe. Med letoma 1912 in 1967 je bila občasno opravljena vrsta manjših izkopavanj, ki so na splošno raziskovala severno obrambo utrdbe. Sredi 20. stoletja je zgodovinar A. J. P. Taylor preživeli del rimskega zidu označil za »najmanj zanimive rimske ostanke v Veliki Britaniji«.  Prvo izkopavanje vicusa je bilo izvedeno v 1970-ih pod vodstvom profesorja Barrija Jonesa. Leta 1982 je utrdba skupaj s preostalim delom območja Castlefield postala prvi park urbane dediščine v Združenem kraljestvu; leta 1984 so bile odprte delne rekonstrukcije zidov utrdbe, vključno z obzidjem in prehodi. V letih 2001–2005 je Arheološka enota Univerze v Manchestru izvedla izkopavanja, da bi dodatno raziskala lokacijo, preden je bilo območje podvrženo kakršni koli obnovi ali rekonstrukciji. Arheološka raziskava rimske utrdbe Mamucium in z njo povezane civilne naselbine je doslej zagotovila približno 10.000 artefaktov.